# Pierre de Coubertin
Pierre de Coubertin  [pjɛʁ də kubɛʁtɛ̃], właściwie Pierre de Frédy, baron de Coubertin (ur. 1 stycznia 1863 w Paryżu, zm. 2 września 1937 w Genewie) – francuski baron, historyk i pedagog, uważany za ojca nowożytnego ruchu olimpijskiego. Założyciel i drugi przewodniczący (1896–1925) Międzynarodowego Komitetu Olimpijskiego (MKOl).
Po zakazaniu igrzysk, które rozgrywano do 393 n.e., następne odbyły się dopiero po piętnastu stuleciach. To właśnie baron Pierre de Coubertin zainicjował wznowienie międzynarodowej sportowej rywalizacji. W 1888 w Paryżu przedstawił swój projekt olimpijski. Założył Międzynarodowy Komitet Olimpijski, piastując stanowisko drugiego przewodniczącego (po Greku Dimitriosie Wikielasie) do 1925. Zaprojektował flagę olimpijską – pięć kolorowych splecionych ze sobą kół, symbolizujących poszczególne kontynenty.
Jako arystokrata i pedagog uważał sport nie tylko za środek hartowania ciała, ale przede wszystkim za uniwersalną metodę wychowania współczesnego człowieka w duchu pokoju.
Na gali IRB Awards 21 października 2007 został wprowadzony do IRB Hall of Fame.